# (6155) Yokosugano
(6155) Yokosugano ist ein Asteroid des Hauptgürtels, der am 30. September 1989 von den japanischen Astronomen Toshirō Nomura und Kōyō Kawanishi am Minami-Oda-Observatorium (IAU-Code 374) entdeckt wurde.
Der Asteroid wurde am 28. Juli 1999 nach Yoko (* 1943), der Ehefrau des japanischen Astronomen Matsuo Sugano benannt.